# Droga I/31 (Czechy)
Droga krajowa 31 (cz. Silnice I/31) – droga krajowa w Czechach przebiegająca w całości przez teren miasta Hradec Králové. Arteria stanowi obwodnicę centrum miasta. Trasa jest dwu-jezdniowa.